# Strage della Questura di Milano
La strage della questura di Milano fu un attentato terroristico avvenuto in Italia il 17 maggio 1973, ad opera di Gianfranco Bertoli, in conseguenza del quale 4 persone persero la vita e 52 rimasero ferite.

## I fatti
Alle 11:00 del mattino di quel giorno, in via Fatebenefratelli, davanti alla Questura di Milano, mentre si svolgeva la cerimonia in memoria del commissario Luigi Calabresi ucciso un anno prima, dopo che il Ministro dell'interno Mariano Rumor aveva scoperto il busto dedicato al funzionario ed era andato via in auto, un grosso ordigno esplose in mezzo alla folla di persone ancora riunite per la celebrazione.
L'effetto della deflagrazione fu devastante: 4 persone morirono (Felicia Bartolozzi, 60 anni; Gabriella Bortolon, 23; Federico Masarin, 30; Giuseppe Panzino, 63) e 52 rimasero ferite. Solo dopo si scoprirà che lo scoppio era stato causato da una bomba a mano.

## Il processo: l'anarchico isolato

Gianfranco Bertoli.

L'attentatore venne immediatamente immobilizzato ed arrestato; si trattava di Gianfranco Bertoli. Bertoli si definì un anarchico «stirneriano».
Dichiarò più volte che il vero scopo del suo attentato era l'eliminazione del ministro Rumor, la cui uccisione avrebbe vendicato gli anarchici perseguitati. L'affermazione di Bertoli lasciò però un dubbio: l'ordigno era stato lanciato tra la folla e non quando il Ministro era ancora presente alla commemorazione. Al momento del passaggio dell'auto ministeriale Bertoli era al bar.
Il 1º marzo 1975 si concluse il processo presso la Corte d'assise di Milano con la condanna di Bertoli all'ergastolo, poi confermata in appello e in Cassazione.
Gli anarchici condannarono il suo gesto e anche il Bertoli convenne col tempo che era stato un errore. Dal carcere riallacciò i rapporti con gli anarchici e collaborò alla rivista A/Rivista Anarchica con molti articoli assai apprezzati dagli anarchici.

## Il secondo processo
Il massacro, che già agli esordi si sospettò non essere frutto di un autore isolato, col tempo vide aleggiare su di sé forti sospetti di un intervento dei servizi segreti, quando era direttore Vito Miceli, filogolpista, e di gruppi di estrema destra. Il fatto che Bertoli fosse stato armato di una bomba da Sergio Minetto - una spia dell'estrema destra, della rete informativa del Comando FTASE, dietro la spinta dei servizi segreti - fu la tesi sostenuta dalla seconda istruttoria (condotta da Antonio Lombardi) e dal rinvio a giudizio disposto dal giudice istruttore Guido Salvini, confermati dalle testimonianze di Vincenzo Vinciguerra. L'ordigno era inoltre una granata di produzione israeliana che Bertoli affermò di aver ricevuto durante un suo soggiorno in un kibbutz l'anno precedente.
L'obiettivo dell'attentato bombarolo sarebbe stato proprio Mariano Rumor: nel movimento ordinovista il rancore nei confronti di Rumor era giunto al punto che si studiò il modo per assassinarlo fin dal 1970. «Bisogna spazzare via Rumor» affermò Maggi, responsabile di Ordine nuovo del Triveneto con Carlo Digilio e Maurizio Tramonte. Maggi e Marcello Soffiati proposero tre volte, dal 1971 al 1972, a Vincenzo Vinciguerra di uccidere Rumor nella sua abitazione di Vicenza. Sarebbe stato concordato che Mariano Rumor - dopo le bombe del 12 dicembre 1969, le quali secondo il Presidente del Consiglio dei ministri della Repubblica Italiana avrebbero dovuto essere solo dimostrative senza fare morti - avrebbe dichiarato lo stato d'assedio, aprendo la strada ad un governo militare, sostenuto dall'estrema destra, come era successo in Grecia con la dittatura dei colonnelli. Invece, i 16 morti di Piazza Fontana avevano scosso l'opinione pubblica, i partiti erano pronti alla guerra civile e Mariano Rumor ci avrebbe ripensato: non dichiarò lo stato d'assedio, vanificando tutto il lavorio terroristico del SID, dell'Ufficio Affari Riservati, del direttore Elvio Catenacci, della CIA che finanziava il SID, dell'Aginter Press per mezzo di Guido Giannettini, di Stefano delle Chiaie di Avanguardia Nazionale e di Franco Freda e Giovanni Ventura di Ordine Nuovo.
Nuovi elementi a sostegno delle indagini emersero nel corso degli anni novanta, condotte dal pm Antonio Lombardi, e portarono al rinvio a giudizio degli ex militanti di Ordine Nuovo Giorgio Boffelli, Carlo Digilio, Carlo Maria Maggi e Francesco Neami, e l'ex colonnello Amos Spiazzi accusati di concorso in strage. Vennero anche processati Gianadelio Maletti (ex capo del SID) e Sandro Romagnoli, accusati di omissione di atti d'ufficio, soppressione e sottrazione di atti e documenti riguardanti la sicurezza dello Stato.
La tesi così esposta fu confermata dal primo grado del secondo processo.
L'11 marzo 2000, infatti, Boffelli, Maggi, Neami e Spiazzi furono condannati all'ergastolo; Carlo Digilio ottenne la prescrizione dopo essere diventato un collaboratore di giustizia mentre Maletti fu condannato a 15 anni (l'accusa ne aveva chiesti 12).
Ciò nonostante, durante il processo di appello, questa ipotesi fu rovesciata e la teoria  dell'anarchico isolato riprese piede, tesi riaffermata costantemente dallo stesso Bertoli.
In appello, infatti, gli ergastoli furono cancellati e Maletti venne assolto perché il fatto non sussiste, ma la Cassazione annullò le assoluzioni di Boffelli, Maggi e Neami, ordinando un nuovo processo; diventarono definitive quelle di Spiazzi (per non aver commesso il fatto) e Maletti.
Il 1º dicembre 2004 la Corte d'appello di Milano assolse nuovamente Neami e Maggi (Boffelli, la cui posizione fu stralciata per motivi di salute, sarà assolto due mesi più tardi), sentenza confermata dalla Cassazione il 13 ottobre 2005.
Secondo i giudici a organizzare la strage fu il movimento neofascista Ordine Nuovo, ma le prove a carico dell'ex capo della cellula veneta non sono state ritenute sufficienti, mancando «il tassello decisivo che avrebbe potuto fornire la prova 'oltre ogni ragionevole dubbio' della responsabilità del Maggi» e «pur dando per scontato che quell'attentato rientrasse nei programmi di 'Ordine Nuovo' occorreva pur sempre la prova di apporto personale del Maggi», poiché non si conoscevano i procedimenti dei singoli attentati compiuti compiute dalle organizzazioni eversive come ON. L'altro imputato, Francesco Neami, è invece stato assolto perché contro di lui non sono emersi elementi certi per contestargli un coinvolgimento nella strage.

## Bertoli e i servizi segreti
Nel 2002 il generale Nicolò Pollari (ex direttore del SISMI), sentito dai giudici della terza Corte d'appello di Milano, ha confermato che Bertoli è stato un informatore del SIFAR prima e del SID in seguito. Il generale ha anche confermato che Bertoli ha avuto rapporti con i servizi segreti negli anni cinquanta fino al 1960.
Nessuna conferma venne sul fatto che Bertoli abbia o meno ripreso a collaborare con il servizio nel 1966. Esiste, infatti, agli atti la copertina di un fascicolo con il titolo Fonte Negro cioè il nome di copertura di Bertoli datato 1966. Secondo tre ex ufficiali del SID, che avevano parlato della collaborazione di Bertoli negli anni cinquanta (Viezzer, Genovesi e Cogliandro), la fonte Negro poteva essere stata riattivata nel 1966. Pollari ha spiegato che con ogni probabilità quest'ultimo fascicolo è in realtà stato aperto dopo la strage alla Questura nel 1973, e che la data 1966 fa riferimento alle norme di archiviazione.